# 祖·韋洛克
祖瑟夫·佐治·韋洛克（英語：Joseph George Willock，1999年8月20日—），是英格蘭職業足球員，現效力英格蘭足球超級聯賽球會纽卡斯尔联，曾代表英格蘭U20。司職中場。
他是蒙特塞拉特人後裔。

## 球會生涯
韋洛克是阿仙奴的青訓球員，2017年9月20日，他於英格蘭聯賽盃對陣的比賽中，首次代表一線隊上陣。

### 阿仙奴
2018年4月15日，韋洛克於對陣紐卡素的比賽中首次於英超上陣。11月29日，他於欧足联欧洲联赛對陣禾斯克拉時，攻入職業生涯首球。2019年1月5日，韋洛克在客勝黑池3比0的英格蘭足總盃比賽中梅開二度。
2019年9月12日，阿仙奴宣佈，韋洛克與球會簽訂一份長期合約。9月19日，他於欧足联欧洲联赛對陣法兰克福時攻入1球，協助球隊作客以3比0勝出。

### 纽卡斯尔联（外借）
2021年2月1日，韋洛克被外借至纽卡斯尔联，直至賽季完結，於外借首場對陣修咸頓的比賽中，上陣16分鐘便取得入球。2021年4月，韋洛克於對陣热刺、西漢姆、利物浦的3場比賽中後備上陣，皆取得入球。5月7日，他於對陣莱斯特城的比賽中，攻入賽季的第5球。5月14日，韋洛克於主負曼城3比4的比賽中攻入1球，連續5場取得入球。5月19日，韋洛克於對陣谢菲尔德联的比賽進球，助球隊以1比0獲得勝利，連續第6場入球。他取代成為連續6場英超比賽入球的最年輕球員（21歲272天）。4天後，韋洛克於聯賽煞科戰對陣富咸時攻入1球，追平球會名宿的紀錄。

### 纽卡斯尔联
2021年8月13日，韋洛克與纽卡斯尔联簽約六年，轉會費2500萬英磅。

## 個人生活
韋洛克的兩位兄弟，和馬修·威爾洛克皆為足球員。2017年5月，於一場曼聯預備隊對陣阿仙奴預備隊的比賽中，和祖·韋洛克代表阿仙奴上陣，而馬修·威爾洛克則代表曼聯上陣。

## 生涯統計
截至2021年5月19日
| 球會               | 賽季        | 聯賽               | 聯賽 | 聯賽 | 英格蘭足總盃 | 英格蘭足總盃 | 英格蘭聯賽盃 | 英格蘭聯賽盃 | 歐洲賽事 | 歐洲賽事 | 其他 | 其他 | 總計 | 總計 |
| 球會               | 賽季        | 聯賽               | 出場 | 入球 | 出場         | 入球         | 出場         | 入球         | 出場     | 入球     | 出場 | 入球 | 出場 | 入球 |
| ------------------ | ----------- | ------------------ | ---- | ---- | ------------ | ------------ | ------------ | ------------ | -------- | -------- | ---- | ---- | ---- | ---- |
| 阿仙奴             | 2017-18賽季 | 英格蘭超級足球聯賽 | 2    | 0    | 1            | 0            | 3            | 0            | 5        | 0        | 0    | 0    | 11   | 0    |
| 阿仙奴             | 2018-19賽季 | 英格蘭超級足球聯賽 | 1    | 0    | 1            | 2            | 0            | 0            | 2        | 1        | —    | —    | 4    | 3    |
| 阿仙奴             | 2019-20賽季 | 英格蘭超級足球聯賽 | 29   | 1    | 5            | 0            | 2            | 2            | 8        | 2        | —    | —    | 44   | 5    |
| 阿仙奴             | 2020-21賽季 | 英格蘭超級足球聯賽 | 7    | 0    | 1            | 0            | 3            | 0            | 5        | 3        | 1    | 0    | 17   | 3    |
| 總計               | 總計        | 總計               | 40   | 1    | 8            | 2            | 8            | 2            | 21       | 6        | 1    | 0    | 78   | 11   |
| 纽卡斯尔联（外借） | 2020-21賽季 | 英格蘭超級足球聯賽 | 14   | 8    | —            | —            | —            | —            | —        | —        | —    | —    | 14   | 8    |
| 生涯總計           | 生涯總計    | 生涯總計           | 54   | 9    | 8            | 2            | 8            | 2            | 21       | 6        | 1    | 0    | 92   | 19   |

1. 1 2 3 4  於欧足联欧洲联赛出場紀錄
2. ↑  於英格蘭社區盾出場紀錄

## 榮譽

### 球會
阿仙奴
- 英格蘭社區盾：2017年[21]、2020年[22]
- 英格蘭足總盃冠軍：2019-20賽季[23]

紐卡素足球會
- 英格蘭聯賽盃冠軍：2024–25[24]

### 個人
- 英格兰足球超级联赛月度最佳球员：2021年5月[25]

## 外部連結
- 祖·韋洛克於阿仙奴官方網站上的資料
- 祖·韋洛克[]於英格蘭足球總會官方網站上的資料
- Soccerway資料庫：祖·韋洛克